# Campeonato Panamericano de Lucha
El Campeonato Panamericano de Lucha es el campeonato de lucha organizado por la Federación Internacional de Luchas Asociadas y Consejo Panamericano de Luchas Asociadas. El torneo se celebra desde el año 1984.

## Torneos
| Año  | Sede                | Resultados |
| ---- | ------------------- | ---------- |
| 1984 | México, D. F.       | Resultado  |
| 1986 | Colorado Springs    | Resultado  |
| 1988 | México, D. F.       | Resultado  |
| 1989 | Colorado Springs    | Resultado  |
| 1990 | Colorado Springs    | Resultado  |
| 1992 | Albany              | Resultado  |
| 1993 | Ciudad de Guatemala | Resultado  |
| 1994 | México, D. F.       | Resultado  |
| 1997 | San Juan            | Resultado  |
| 1998 | Winnipeg            | Resultado  |
| 2000 | Cali                | Resultado  |
| 2001 | Santo Domingo       | Resultado  |
| 2002 | Maracaibo           | Resultado  |
| 2003 | Guatemala           | Resultado  |
| 2004 | Ciudad de Guatemala | Resultado  |
| 2005 | Ciudad de Guatemala | Resultado  |
| 2006 | Río de Janeiro      | Resultado  |
| 2007 | San Salvador        | Resultado  |
| 2008 | Colorado Springs    | Resultado  |
| 2009 | Maracaibo           | Resultado  |
| 2010 | Monterrey           | Resultado  |
| 2011 | Rionegro            | Resultado  |
| 2012 | Colorado Springs    | Resultado  |
| 2013 | Panamá              | Resultado  |
| 2014 | México, D. F.       | Resultado  |
| 2015 | Santiago de Chile   | Resultado  |
| 2016 | Frisco              | Resultado  |
| 2017 | Lauro de Freitas    | Resultado  |
| 2018 | Lima                | Resultado  |
| 2019 | Buenos Aires        | Resultado  |

## Medallero histórico
Desde 1986 hasta 2017
| Núm. | País                 | Oro | Plata | Bronce | Total |
| ---- | -------------------- | --- | ----- | ------ | ----- |
| 1    | Cuba                 | 276 | 74    | 64     | 414   |
| 2    | Estados Unidos       | 191 | 151   | 136    | 478   |
| 3    | Canadá               | 47  | 81    | 113    | 241   |
| 4    | Venezuela            | 31  | 75    | 138    | 244   |
| 5    | Colombia             | 9   | 42    | 70     | 121   |
| 6    | Brasil               | 5   | 20    | 45     | 70    |
| 7    | Puerto Rico          | 4   | 22    | 28     | 54    |
| 8    | Ecuador              | 4   | 7     | 21     | 32    |
| 9    | México               | 3   | 41    | 68     | 112   |
| 10   | República Dominicana | 3   | 21    | 43     | 67    |
| 11   | Perú                 | 2   | 16    | 30     | 48    |
| 12   | Argentina            | 1   | 8     | 17     | 26    |
| 13   | Guatemala            | 0   | 5     | 15     | 20    |
| 14   | Panamá               | 0   | 5     | 10     | 15    |
| 15   | El Salvador          | 0   | 4     | 13     | 17    |
| 16   | Chile                | 0   | 1     | 5      | 6     |
| 17   | Honduras             | 0   | 0     | 3      | 3     |
| 18   | Nicaragua            | 0   | 0     | 1      | 1     |
|      | Total                | 576 | 574   | 821    | 1971  |